# Arthur Hamilton
Arthur "Art" Hamilton Stern, känd som Arthur Hamilton, född 22 oktober 1926 i Seattle, Washington, död 20 maj 2025, var en amerikansk låtskrivare. Han är främst känd för att ha skrivit låten "Cry Me a River", som först publicerades 1953 och som populariserades av Julie London 1955. Hans låtar har framförts av bland annat Ella Fitzgerald, Michael Bublé, Dinah Washington, Archie Shepp, Harry Connick Jr., Barbra Streisand, Johnny Mathis, Ray Charles, Diana Krall, The Dells och Peggy Lee. Hamilton var en medlem av "the Board of Governors of the Academy of Motion Picture Arts and Sciences (Music Branch)" samt medlem av "the Board of the ASCAP Foundation".